# La solitudine (Fontanesi)
La solitudine è un dipinto del pittore Antonio Fontanesi (Reggio Emilia 1818 - Torino 1882).
L'opera è conservata presso il Palazzo dei Musei di Reggio Emilia.
La solitudine si colloca nell’ambito delle ricerche sul motivo della fanciulla immersa nel silenzio della natura che Fontanesi condusse sin dagli anni Sessanta in numerose opere. L’opera venne presentata alla Promotrice torinese del 1875, venne in seguito acquistata dal nobile reggiano Roberto Levi e successivamente donata al Municipio di Reggio Emilia. Il quadro ha suscitato l’interesse di numerosi artisti e critici, da Giuseppe Pellizza a Thovez. L’opera venne selezionata per l’Esposizione Internazionale d’Arte di Venezia del 1901 (Solitudine, n. 5) e per la Mostra Commemorativa torinese del 1932.

## Esposizioni
- Biennale per la Mostra Internazionale del paesaggio dell'Ottocento, Venezia (1 giugno - 30 settembre 1938)
- "Antonio Fontanesi 1818-1882", Torino, 1997
- "Ottocento" da Canova al Quarto Stato, Roma, Scuderie del Quirinale (29 febbraio - 10 giugno 2008)
- "Regioni e Testimonianze d'Italia - 1861-2011 L'Unità dell'arte italiana nella diversità delle Regioni", Roma, Complesso del Vittoriano, 2011
- "Antonio Fontanesi e la sua eredità. Da Pellizza da Volpedo a Burri", Reggio Emilia, Palazzo dei Musei (6 aprile - 14 luglio 2019)